# Isaac Terrazas
Isaac Terrazas García (Mexikóváros, 1973. január 23. – ) mexikói válogatott labdarúgó. 

## Pályafutása

### Klubcsapatban
Mexikóvárosban született. 1991 és 2000 között a Club América játékosa volt, melynek tagjaként 1992-ben megnyerte a CONCACAF-bajnokok kupáját. 2000 és 2002 között a CD Irapuato, 2002 és 2005 között a Veracruz csapatában játszott.

### A válogatottban
1997 és 1999 között 15 alkalommal szerepelt az mexikói válogatottban és 2 gólt szerzett. Részt vett az 1997-es konföderációs kupán, az 1998-as világbajnokságon és az 1999-es Copa Américán, illetve tagja volt az 1999-es konföderációs kupán aranyérmet szerző csapatnak is. 

## Sikerei, díjai
Club América
- CONCACAF-bajnokok kupája (1): 1992

Mexikó
- Konföderációs kupa győztes (1): 1999
- Copa América bronzérmes (1): 1999